# مارك ماكفي
مارك ماكفي (25 يناير 1964 في أستراليا - 15 أغسطس 1999 في أستراليا)  (بالإنجليزية: Mark McPhee)‏ هو لاعب كريكت أسترالي. لعب مع فريق غرب أستراليا للكريكت ‏ وWestern Australia Combined XI cricket team ‏.

## وصلات خارجية
- مارك ماكفي على موقع إي آس بي آن كريك إنفو (الإنجليزية)